# ユダヤ防衛同盟
ユダヤ防衛同盟（英語: Jewish Defense League、略称: JDL）とは、アメリカやヨーロッパで活動するユダヤ人極右組織である。組織のモットーは「NEVER AGAIN」。

## 概要

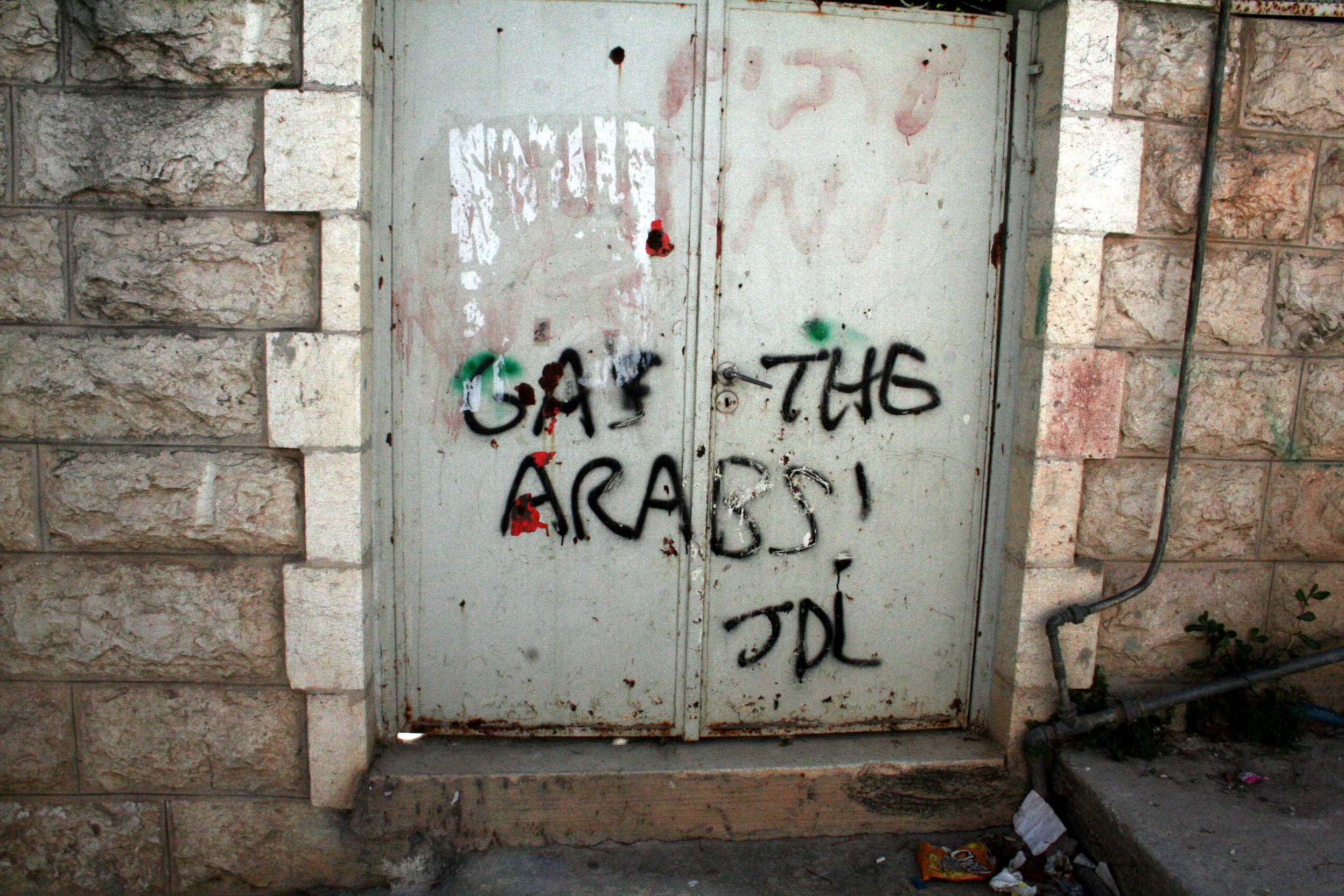
「アラブ人どもを毒ガス攻撃しろ！　ユダヤ防衛同盟」と書かれている落書き

1968年にラビ・メイル・カハネによって結成された。反ユダヤ主義との闘争を目的としているとするが、非合法手段をも辞さず、これまでに数々のテロ事件を起こしてきた。そのため、名誉毀損防止同盟 (ADL) など穏健派のユダヤ人団体からも非難を受けており、またFBIからも暴力的な過激派団体と規定され、監視を受けている。
ユダヤ防衛同盟の運動が盛り上がった時期に隆盛していた左翼武装組織ブラックパンサー党とは、人種やイデオロギーなどでの対立から敵対関係にあった。ユダヤ防衛同盟はブラックパンサー党への襲撃事件も起こしている。

## 主な活動経歴
1994年2月25日、JDLの同盟員で医師のバールーフ・ゴールドシュテインが、イスラエル管理下にあるイブラヒミモスク（アブラハムのモスク）で乱射事件を起こし、29人のイスラム教徒を殺害。ゴールドシュテインは、その場で生き残りのイスラム教徒たちのリンチを受け撲殺された。（"マクペラの洞窟虐殺事件"を参照）
2001年12月12日、JDL国際評議員長のアーヴ・ルービンと同盟員のアール・クルーゲルが、アラブ系のアメリカ下院議員であるダレル・アイサの事務所、およびカリフォルニア州にあるモスクの爆破を準備した罪で逮捕された。ルービンは無罪を主張し法廷闘争を予告したが、2002年11月4日にロサンゼルスの拘置所で5.5メートル下のコンクリートの床に転落、11月13日に死亡した。自殺と思われるが、他殺説もある。
2003年2月4日、クルーゲルは懲役20年の有罪判決を受けて収監されたが、2005年11月4日、アリゾナ州フェニックスの矯正施設で襲撃を受け死亡した。
ルービンの死後、2004年10月にJDLは二つの派閥に分裂した。ルービンの未亡人シェリー・ルービンを中心とする派と、ビル・メイニアーシ (Bill Maniaci) を中心とする派で、後者は現在イアン・シーゲル (Ian Sigel) の統治下に入っている。

## 歴代議長
- 1968-71 - メイル・カハネ
- 1971-73 - デイヴィッド・フィッシュ
- 1973-74 - 不在
- 1974-76 - ラッセル・ケルナー
- 1976-78 - ボニー・ペッチャー
- 1979-81 - ブレット・ベッカー
- 1981-83 - メイル・ヨロビッツ
- 1983-84 - フェルン・シドマン
- 1985-86 - ヴィクター・ヴァンシアー（ハイム・ベン・ペサフ）
- 1987-2002 - アーヴ・ルービン
- 2002-現在 - シェリー・ルービン